# Hakenfelde

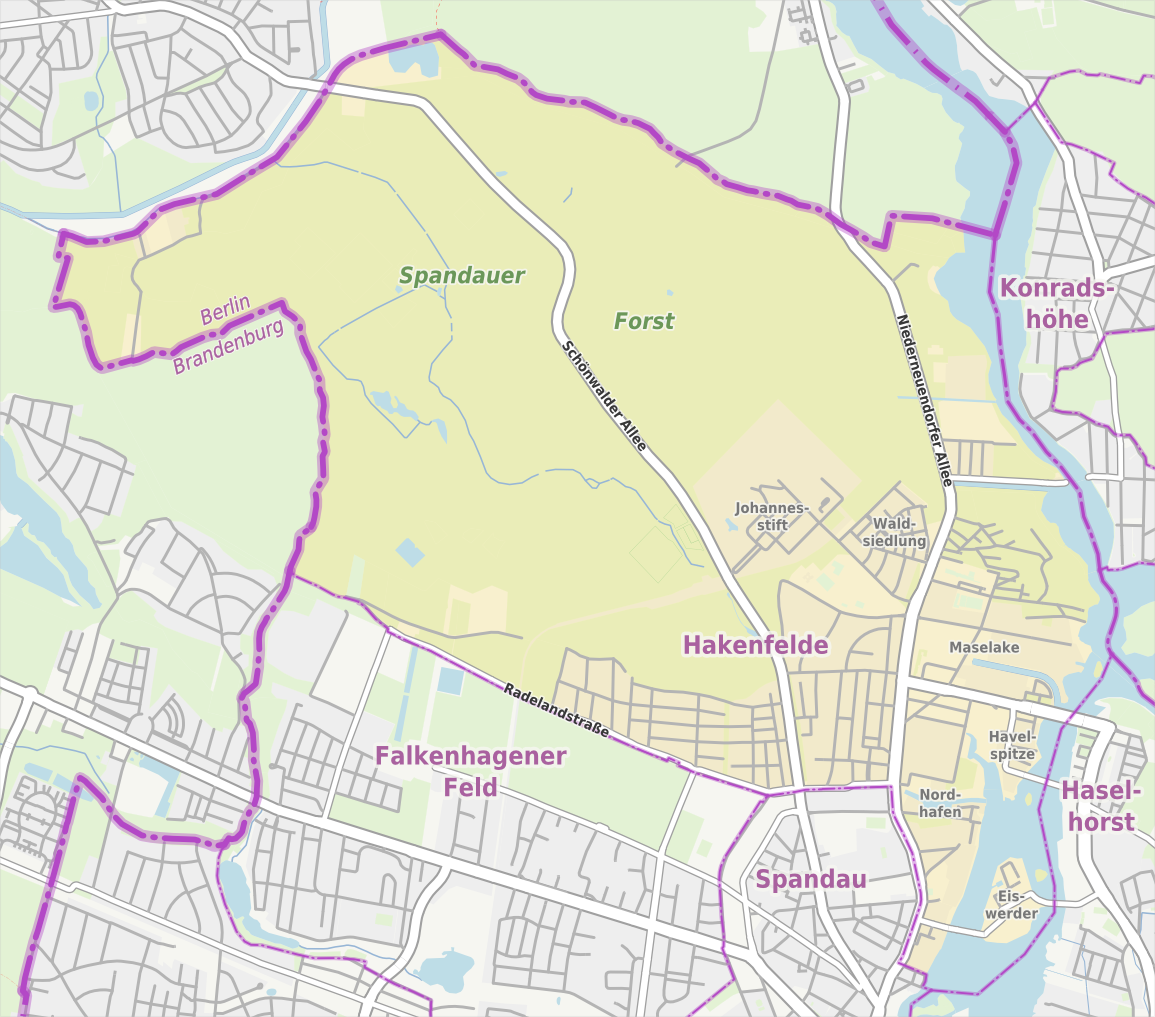
Mappa del quartiere

Hakenfelde è un quartiere (Ortsteil) di Berlino, appartenente al distretto (Bezirk) di Spandau.